# 中部太平洋方面艦隊
中部太平洋方面艦隊（ちゅうぶたいへいようほうめんかんたい、旧字体：中部太平󠄁洋方面艦隊󠄁）は、アメリカ軍の中部太平洋方面侵攻（マリアナ・パラオ・トラック方面）に備え、点在する各海軍部隊および陸軍部隊を統括指揮する目的で編制された日本海軍の艦隊である。

## 概要
1944年（昭和19年）3月4日に第四艦隊および新編の第十四航空艦隊をもって編制された。しかし、あ号作戦に伴い第十四航空艦隊は同年5月5日に全機を第一航空艦隊に転出させ、稼動機は皆無になる。
司令部をサイパン島に置き、アメリカ軍のサイパン侵攻（サイパンの戦い）の際は地上部隊として奮闘したが、司令部は全滅し、解隊された。第四艦隊などの残存部隊は連合艦隊の指揮下に入った。

## 歴代司令長官
1. 南雲忠一中将：1944年3月4日 - 1944年7月8日

## 歴代参謀長
1. 矢野英雄少将：1944年3月4日 - 1944年7月8日

## 上部組織
- 連合艦隊

## 隷下部隊

### 1944年4月1日　戦時編制制度改定時の編制
- 直属
  - 第5根拠地隊（サイパン島）
    - 第21駆潜隊
    - 第54警備隊　
    - 第55警備隊
    - 第56警備隊
    - 第5通信隊
    - 第5輸送隊
    - 機雷敷設隊:敷設艇：測天

  - 第30根拠地隊（パラオ）
    - 第31駆潜隊　
    - 第45警備隊　
    - 第46警備隊
    - 第30潜水艦基地隊
    - 第3通信隊
    - 第6輸送隊
    - 付属掃海艇部隊:第21号掃海艇　第22号掃海艇
- 第四艦隊（トラック島）
  - 独立旗艦　軽巡洋艦：長良
- 第4根拠地隊
  - 第32駆潜隊：第31号駆潜艇、他1隻
  - 第57駆潜隊：第32号駆潜艇、第33号駆潜艇
  - 第902海軍航空隊
  - 第41警備隊
  - 第42警備隊
  - 第44警備隊
  - 第67警備隊
  - 第85潜水艦基地隊
  - 第4通信隊
  - 第4輸送隊
  - 第4港務部
- 第6根拠地隊
  - 第61警備隊　
  - 第62警備隊　
  - 第63警備隊　
  - 第64警備隊　
  - 第65警備隊
  - 第66警備隊
- 附属
  - 第2魚雷艇隊
  - 第31魚雷艇隊
  - 横須賀鎮守府第2特別陸戦隊
  - 第6防空隊
  - 第43防空隊
  - 第46防空隊
  - 第48防空隊
  - 第81防空隊
  - 第84防空隊
  - 第86防空隊
  - 第221設営隊
  - 第227設営隊
- 第十四航空艦隊（司令部要員は中部太平洋方面艦隊司令部要員が兼任）
  - 第22航空戦隊　軽巡洋艦:五十鈴
    - 第202海軍航空隊（艦戦/トラック）
    - 第301海軍航空隊（艦戦/硫黄島）
    - 第503海軍航空隊（艦爆/ヤップ）
    - 第551海軍航空隊（天山/テニアン）
    - 第755海軍航空隊（陸攻/テニアン）
    - 第802海軍航空隊（飛行艇/ヤルート）

  - 第26航空戦隊　水上機母艦：秋津洲
    - 第201海軍航空隊（艦戦/サイパン）
    - 第501海軍航空隊（艦攻/サイパン）
    - 第751海軍航空隊（陸攻/カビエン）

  - 第23魚雷艇隊
  - 第59防空隊 　
  - 第60防空隊
  - 第82防空隊　
  - 第83防空隊　
  - 第91防空隊
  - 第205設営隊
  - 第214設営隊
  - 第217設営隊
  - 第218設営隊
  - 第223設営隊
  - 第233設営隊
- 所属艦艇:軽巡洋艦×2　水上機母艦×1　他軍艦×30　潜水艦×4　駆潜艇×7　掃海艇×2　敷設艇×1　通信艦艇×6　魚雷艇×4　輸送船×8　特設艦船×18　防空艦艇×24
- 航空機:　902空/零式三座水偵×6　202空/零戦×60　301空/零戦×48　503空/彗星×36　551空/天山×48　755空/銀河×48　802空/二式飛行艇×16　201空/零戦×100　501空/彗星×51　751空/陸攻×15